# Jan Salomonsz van den Tempel
Jan Salomonsz van den Tempel, (Rotterdam - begraven aldaar 2 december 1657) was een Rotterdamse scheepstimmerman, -ontwerper en -bouwmeester. Jan Salomonsz werkte voor de Rotterdamse Admiraliteit van de Maze en voor de Staatse vloot.
Hij ontwierp onder andere:
- de Aemilia, het vlaggenschip van de luitenant-admiraals Philips van Dorp en Maarten Harpertszoon Tromp tijdens de Tachtigjarige Oorlog tussen 1633 en 1647.
- de Brederode: het vlaggenschip van commandeur Michiel Adriaenszoon de Ruyter en Maarten Harpertszoon Tromp tijdens de Eerste Engelse Oorlog.
- de Eendragt: het Staatse vlaggenschip, onder luitenant-admiraal Jacob van Wassenaer Obdam, in de Tweede Engelse Oorlog.

Jan Salomonsz was de vader van Salomon Janszn van de Tempel, ontwerper en bouwmeester van de De Zeven Provinciën (1665-1694), waarvan een replica op de Bataviawerf in Lelystad gebouwd wordt.